# 南方都市报
《南方都市报》（简称“南都”）是中国南方的一份综合性日报，于1995年3月起试刊，1997年1月1日正式创刊，为广东省委机关报《南方日报》的子报。报章隶属于南方报业传媒集团，覆盖广东省，为珠三角地区影响力最大的报纸。目前总部在广州。报纸版面大小四开，每天版面曾一度达到平均在100版以上。
同《环球时报》等民族主义立场的报纸相对应，《南方都市报》主要采自由主义立场。该报是一份以广州、深圳两个中心城市为主，覆盖全省包括珠三角12个中等城市（曾擴展至香港、澳門）在内的综合日报，近年来偏向于地方新闻与经济新闻深度报道。
2006-2007年，中华人民共和国新闻出版总署发布的全国晚报都市类报纸竞争力检测当中，《南都》连续两年名列竞争力排行榜第1名，还被世界品牌实验室评为“中国品牌500强”。2023年，《南方都市报》以662.57亿元的品牌价值，位列第155位。 根据世界报业协会2008年6月在瑞典哥德堡发布的“2008年世界日报发行量前100名排行榜”，《南方都市报》以140万份的发行量位列第28位，中国第6位。

## 历史
1997年1月1日，《南方都市报》以日报的形式上市，由副主编程益中主导报纸内容。首期只有16版，全社编辑记者不到100人。程益中认为该报纸可以实现知识分子报国的传统职责，并希望报纸可以按照《华盛顿邮报》的模式监督并防止滥权。
第一年，《南都》发行量为8万份，亏损超过了100万美元，并受到了一些领导的质疑。但程益中仍十分有信心，并预测南都可以成为全国“最好的、发行量最大的、也是最赚钱的”报纸。许多领导对此表示了怀疑。此后，《南都》不断打破报道的禁忌，并开始在头版放置国际新闻，此举有别于其他中共控制的报纸。如：报道“戴安娜王妃车祸”、“克林顿与莱温斯基的丑闻”。同时，《南都》也对北约轰炸中国大陸驻贝尔格莱德大使馆及中国大陸随后的游行示威用12个版面的文字和图片进行了报道，当日的报纸在广东省脱销，广州地区的民众还举着《南方都市报》上街游行。
1998年，《南都》发行量为40万份。1999年，为60万份，广告收入大量增加。2000年售价从0.5元升至1元，成为中国大陸最厚、最贵的报纸，最多有72个版面，发行量突破100万。程益中被提拔为总编辑，喻华峰成为总经理。南都员工2200人平均年龄为27岁，资深编辑年龄为33岁。同年，由于批评官员引发不满并对深圳本地报纸形成竞争，《南都》在深圳遭到禁售，程益中与喻华峰派遣了20人的记者请了1000人到深圳免费发放报纸，一个月后禁令取消。
由于《南都》对社会阴暗面及官员进行的报道咄咄逼人，经常引发广州、深圳等城市官员的不满。但由于南方报业传媒集团为广东省委的组成部分，在组织架构上比市一级高，普通官员即使不满，需要到省级宣传部才能投诉。因此，《南都》经常受到省宣传部的训斥，而每当受到训斥后，程益中都需要被迫做出检讨。
虽然南方报业传媒集团尽可能对《南都》进行保护，但是随着不满的增加，官员的态度也愈发强硬。为了应付该情况，程益中雇佣了某小城市的宣传官员写检讨书，并对相关编辑、记者实行撤职、扣奖金等处罚，但大部分处罚未落实。
2002年7月25日，《南都》发表了一篇题为《16岁少女被绑入淫窟九昼夜》的新闻报道，而广东省纪委副书记王华元则把此类“批评报道”视为对他个人权威的冒犯和挑战。广东省公安厅认为该报道为编造，《南都》于7月29日向王华元汇报，并作出检讨。
2003年，《南都》不断打破报道禁区，报道了广东公安的一系列丑闻，获得了多项新闻大奖，发行量突破140万，广告收入达到10亿元人民币，纯利润为1.6亿人民币，并计划向其他城市扩张发展。10月份获得中共中央宣傳部批准后在北京创办《新京报》，程益中兼任总编同时兼管《新京报》，喻华峰兼任总经理。
2005年5月18日，在广东省中山市的住所中，《南都》记者温冲遭到一群人入室毒打并被砍掉了右手的食指和中指，这群人还将被砍掉的两根手指带走，该记者此前曾先后报道过香港《新义安黑帮案》、《南方都市报记者采访遭毒打》。
2005年12月27日，南方報業集團向中層以上幹部宣布，撤銷《南方都市報》副總編輯夏逸陶職位，理由是12月24日該報在頭版報道廣東省副省長游寧豐因梅州興寧矿难被行政記大過的消息所致。同時，伙伴《新京報》突遭《光明日報》社接管，並辭退總編、副總編三人，中國大陸新聞界為之震憾。
2008年12月3日，南方日报报业集团高层人事分工发生变动，集团分管《南方都市报》的副总编辑江艺平调离现职，《南方都市报》改由南方日报报业集团社长杨兴锋亲自兼管。
2014年11月18日，《南方都市报》总裁曹轲宣布，由2014年12月1日起，《南方都市报》数字报（包括电脑版、手机版、客户端）将开启注册、登陆阅读，意味着今后阅读南都数字报将要注册账号并登录后才能阅读；由2015年1月1日起，南都数字报将开始收费（“要闻”（A叠）为免费阅读，目前已取消收费）。订阅价格为30元（人民币，下同）/月、90元/季度、360元/年。此举希望通过良好的用户体验和优质内容，圈住用户，培养用户形成付费阅读数字报的使用习惯。
2015年，《南方都市报》发行定价恢复为2元，取消广州地区1元的优惠价格。
目前南方都市报从创办初期的只有一份报纸，发展到现在的5报、4刊、4网和“南方都市报”、“并读新闻”客户端，并拥有微博、微信等新媒体平台，还拥有澳亚卫视的股权，组成“南都全媒体集群”。南都媒体的影响力除覆盖广东全省外，还包括世界各地的华人地区。

## 内容

### 版式
《南方都市报》在国内首创分叠出版模式，每天出版A、B、C等叠，在2008年9月重新改版；2014年6月16日再次改版，强调“慢阅读、深阅读、精阅读”。2015年10月12日，《南方都市报》再次改版，以“精英，精致，精品”为改版亮点，并推出“南都语闻”、“南都指数”、“南都鉴定”、“周一见”、“记者帮”等版面，此次改版还推出了“众筹新闻”，为业界首创。2019年4月10日该报再次改版，其中A叠新辟都市话题、都市视频、都市民生版面，强化都市特色；并开设“公司”版。另外广州读本开设《南都测评》周刊，深圳读本亦更名为《深圳大件事》，同时特设若干有关粤港澳大湾区的版面。
创刊时，《南方都市报》仅有16版。此后多次扩版，至2000年扩至72版，一度成为中国大陆版数最多的报纸，最高时可出版100多版。目前该报为配合新媒体发展及降低因新闻纸涨价而带来的高额印刷成本已全面大幅减版，現在的版數是8-32版左右，特殊情況會不定期加版。
- A叠：要聞
- B叠：地方讀本（节假日除外）
- 以上編排以實際出報為準

### 风格
《南方都市报》的办报宗旨是“办中国最好的报纸”。该报是中国大陆第一家报道孙志刚事件和2003年底SARS疫情的刊物。該報的調查報告迫使廣州當局在2003年12月承認，广州再次發現SARS疑似病例。孙大午案也是被该报率先报道。
《南方都市报》因其敢言和自由主义的报道风格，历年来不少报道都被港澳台及境外传媒特别留意及作出特别的解读，其中一些被“解读”的报道报社并不予以承认。

## 知名报道

### 潲水油系列报道
1998年3月16日，《南方都市报》记者在广东、湖南追踪暗访，推出近3万字的潲水油系列报道。报道传出后的3月20日，广州市人民政府领导批示严查潲水油。

### 打破SARS报道限制
2002年，严重急性呼吸系统综合症（简称“SARS”）在广东顺德首先爆发。疫情发生初期，中国大陸當局对相关信息进行了隐瞒。2003年3月，“两会”在北京召开，中共官员仍在竭力对相关信息进行封锁。此时，《南方都市报》与广东的其他媒体一样皆受中宣部完全控制。大会召开第一天，南都记者对卫生部副部长进行了采访，第二天打破了中宣部的禁令在头版登出中国大陸當局邀请国际专家对疫情进行研究，并引述卫生部副部长，承认疫情并未“得到控制”。此报道引发时任广东省委书记张德江震怒。张德江在北京与广东省的记者开会时大发雷霆，指责广东媒体不听话，需要严加管理，并命令对南都进行严肃处理。
南都立即提交了一份检讨书，承认犯了严重的错误，并提出防止再次发生类似事件的计划，还表示开除了相关记者，并对相关编辑进行了停职。总编辑程益中承担了全部责任，并被降职处理。实际上，“被开除的”记者更换署名后仍在继续写稿，“被停职的”编辑仍在工作。几个星期后，有关SARS的谎言被揭穿，中共中央总书记、国家主席胡锦涛对谎言进行了公开谴责。

### 报道孙志刚案
2003年3月事件发生后，《南都》记者陈锋最先从一个大学生的短信当中得到了简略的消息。往常，对司法及執法机构如公安局、人民法院、监狱的批评报道对中国大陸媒体来说属于禁忌。但是当陈锋告诉编辑后立即得到了采访的批准。不久，陈锋联系到了孙志刚的父亲帮助他找律师、法医并进行尸检以取得法律证据。尸检结果证明了孙志刚是被殴打致死。为了防止宣传部门提前插手，《南都》记者陈峰连夜编稿，并以“被收容者孙志刚之死”为主标题，“大学毕业生，27岁，在广州街头被收容三天后死亡，尸检结果表明，事主死前曾遭毒打。”为副标题进行了两个版面的报道。在报纸刊发前，程益中将该报道发给了新浪网和搜狐网的编辑，两个网站因此获得了巨大的访问量。《南都》的此次报道在社会上引发了强烈的反响，对人民政府形成了巨大的压力，官方因此高调宣布将对事件展开调查。
之后，广东宣传部门禁止再报道孙志刚案，但由于北京的宣传部门并未下达禁令，事件得以在北京得到改进报道。之后，《南都》又报道了湖南收容所从广东“购买”收容人员充当劳工。
两个月后，刚刚上任的国务院总理温家宝召开了国务院会议，讨论并决定立即废除收容遣送制度。事后，广州市委书记林树森曾威胁《南都》如果在报道孙志刚事件中发现任何不实内容，将到人民法院起诉《南都》。孙志刚事件最终导致18人被逮捕，20名官员受到处分，广州市领导受到中共中央政治局的严厉批评。市委书记林树森、政法委书记张桂芳和公安局局长朱穗在多个场合表示将会通过各种途径收拾《南都》。收容制度被废除几星期后，作为《南都》广告客户的柯达公司受到人民警察调查是否与南都有不正当的礼物或现金往来。7月底，所有《南都》的广告客户都受到了调查，喻华峰遭到警方扣押，不久之后在南方报业施压下被释放，12月喻华峰再次被逮捕。

### 南都案
《南都》之前对SARS的报道引发了中共广东省委领导人的不满，而对孙志刚案的报道则进一步加剧了该趋势。不久，广州某医院确诊了一例SARS的疑似病例，是当时中国大陸几个月来首宗新发病例。《南都》仍于当天对此作出了报道。病例发生即报纸刊发第二天，省委书记张德江召开紧急会议，与省委领导讨论应对SARS复发的报道，但是除了张德江本人外，其他官员都已经看过当天《南都》的报纸，这使得张德江极其尴尬、恼火。不久之后，针对《南都》领导层的贪污的调查升级，检察机关的大批人员进驻。
2004年1月前两个星期，有20多个编辑记者及广告业务人员受到了盘问。1月4日，编委李民英被逮捕。程益中本人于1月5日被5名警察带走，受到7个小时的审讯后被释放。在此期间，喻华峰被关押在广州市一家旅馆的地下室，受到了毒打，并数次试图用头撞墙的方式自杀。2004年1月底，中共广东省纪委召开干部大会。张德江在会上曾质问到中共是否还拥有《南方都市报》？而广东省纪委副书记王华元（后因受贿、巨额财产来源不明被判死缓）则认为：“他们这是私分公款、侵吞国有资产哪！”李民英、喻华峰相继被捕之后，案情引发广泛关注，在中共中央政治局全体学习后，中共中央总书记胡锦涛曾单独留下张德江了解相关情况。此后，南方日报报业集团高层领导曾与王华元会面并作出解释，王华元则表示：“你别解释了，你注意，我现在是不会搞到你头上的，但是你一定要记住，一定要把喻华峰这个腐败分子揪出来，一定要支持。”
2004年3月19日，广东人民法院一审判决喻华峰12年有期徒刑；李民英则被判11年。罪名为贪污、行贿、受贿、私分国有资产等罪名逮捕及判刑。程益中在开庭当天被捕，但他始终没有认罪。由于普遍怀疑是由于南方都市报关于孙志刚案和SARS事件报道而引起地方政府的报复、以及司法裁定中的巨大争议而广为关注。中国大陆学界、新闻界曾为此发起连署声援活动。4月中旬，前广东省委第一书记任仲夷、省委书记吴南生，联名向张德江写信表示“南方都市报的贪污案子引起群众很大的异议，值得思考。”“还有很多法学家和经济学家对这个案子发表看法，我们认为他们的意见是客观、理性、中肯的，值得我们重视。”约4个月后，司法部门收回了原先的说法，将程益中及分管财务的副主编邓海燕无罪释放。喻华峰和李民英仍被关押在监狱中，不过刑期被大幅削减，此后李也被释放。知名的异议人士刘晓波曾评论到：“众所周知，《南方都市报》曾经是一家亏损的国有企业，通过俞华峰和程益中等人的努力，仅用三年时间就扭亏为盈，六年后实现年广告收入13亿元，创造了中国报业市场化改革的奇迹。作出如此杰出的改革成就的南都高层，本应得到制度性奖励，区区几十万奖金的分配并不过分，然而，他们非但没有得到褒奖，反而遭遇牢狱之灾。”

### 历史评论
2010年4月11日，《南方都市报》历史评论版刊发了历史学者洪振快的历史评论文章《爱国家不等于爱朝廷》，此文被中国大陆网民大规模转载。4月17日，历史评论版编辑朱蒂被停职，据其本人称是由广东省委书记汪洋亲自作出批示。南方报业网的该文章也被删除。

### 影射六四
2010年6月1日，《南方都市报》B16版刊登了纪念国际儿童节的系列漫画，其中一幅为一个小男孩用白色粉笔在黑板上绘出三辆往前行驶的坦克，坦克前方站着一个小人，有报道指这是报社影射当年六四事件中的王维林。不过此漫画中的坦克很快便被报社从网页上抹去，而且报社也没有对有关漫画的问题给予任何回应。2010年6月2日，精华版和南方报业网中《南方都市报》数字报的图被撤下，原因不明。

### 2010年诺贝尔和平奖
2010年12月12日，《南方都市报》头版以“亚残运会开幕”为主题的图片，被海外媒体认为其实另藏含义。报道指，背景图以空凳子纪念刘晓波获得诺贝尔和平奖。不过，南方报业否认了该图片另有寓意。

### 报道“77元廉租房”
2010年12月30日下午，南方都市報時局編輯發現新华网的一條新闻：“中共中央总书记、中華人民共和國国家主席、中央军委主席胡锦涛在北京实地考察保障和改善民生工作”。文中提到胡錦濤到廉租房住户郭春平家中看望时问：“一个月租金多少？能不能承担得起？”郭春平答：“一个月77块，承担得起。”
之後南方都市報根據政要新闻操作守则，認為应第一时间回访这户人家，由其讲述与胡錦濤见面的过程。同时，编辑对77元的真实性也有疑问。但是由於採訪不順利，無法證實“一個月77元”的真偽。
中国中央電視台《新闻联播》播出这一新闻後，大部分网友都怀疑此77元为假。

### 《他妈的“奇迹”！！！》
2011年7月31日，《南方都市报》A23版撰文《他妈的“奇迹”！！！》谴责铁道部在温州高铁事故中抢救不力与掩埋真相。在7月27日，香港《蘋果日報》曾以「他媽的」為頭版標題，譴責當局處理手法草率。

### 《天下无三》广告
2013年8月20日，《南方都市报》发布了一整版的“天下无三”广告，关于该广告“无底线”的质疑声铺天盖地。而报社说明是对广告审核合格后才刊登的，“我们自身执行流程上不存在漏洞或者什么”。当日晚间，广东省工商局发布消息称这则广告系商业炒作，涉嫌违法，已被立案，理由是其涉嫌违反《广告法》有关广告不得含有“违背社会良好风尚”的规定。

### 区少坤嫖娼事件
2015年3月29日，《南方都市报》发表了《“广州区伯”（区少坤）长沙嫖娼被抓 被行政拘留5日》的报道。此事件后被迅速传播，据新华网舆情监测系统显示，新闻报道《“广州区伯”因嫖娼被抓 曾称回广州上传举报视频》于2015年3月30日成为当日最热新闻事件，参与数达146685。

### “全黑”广告
2015年9月15日，《南方都市报》发布了一则“全黑”广告版面，由于没有留下任何的提示信息，这则广告一出现便获得了广泛的关注。而《南方都市报》的广告部则表示，因涉及保密，不能透露这则广告的广告主，但9月16日该广告主还会在南方都市报版面刊出揭秘广告破解谜底。最终在9月16日，《南方都市报》刊出了南方黑芝麻的整版广告，是广西南方食品股份有限公司为庆祝公司利好而投放的系列悬疑广告。香港媒体评论称，黑版广告是“政治信号”。

### 報道媒體姓黨風波
2016年2月20日，《南方都市报》深圳版的封面上方報道中國共產黨中央委員會總書記習近平召開黨的新聞輿論工作座談會，唯封面下方同時報道袁庚海葬的報道，導致封面上至下形成“媒體姓黨，魂歸大海”八個大字，被部分人士認為是報章對此表達不滿，有激进爱国人士則舉報該報“居心叵測”。23日，中共南方報業傳媒集團委員會發佈內部公告南字[2016]5號，公告稱“南方都市報2月20日深圳地方版封面因采编人员严重缺乏政治敏感”，造成版面严重错误，被个别人在网上恶意解读导致严重导向事故”，南都編輯劉玉霞被開除，南都副總編輯王海軍被記大過處分並報省宣紀組建議給予黨內嚴重警告處分，南都報系黨委向集團黨委作出深刻檢討。

### 非法出售个人信息调查
2016年12月12日，《南方都市报》刊登调查报道，称该报记者在网上花费700元就买到了同事的所有隐私信息，包括开房记录、名下资产、乘坐航班和网吧上网记录信息等。该报道传出后，引发各界强烈反响，首发微博阅读量1450万，微博话题阅读量7038万，最高峰时在10分钟内增长了100万阅读量。报道也被近300家媒体转载，各大媒体微博及微信公众号也转发了该报道。在南方都市报的微信公众号上，其阅读量超过10万，南都自媒体的阅读量达到200万次，并读阅读量达到50万次。至12月13日白天总体阅读量过亿。中华人民共和国公安部也就此报道作出回应，称公安部网安局决定将打击整治网络侵犯公民个人信息专项行动延长至2017年12月底。12月13日晚，一位曾向南都记者出售个人信息的卖家主动前往湖北省武汉市公安局公共信息网络安全监察处接受警方调查。

## 争议报道

### “天谴论”
2008年汶川大地震发生后，5月14日，朱学勤在《南方都市报》上发表有关地震“天谴”的短论：“这就是天谴吗？死难者并非作孽者。这不是天谴，为什么又要在佛诞日将大地震裂？爱中华者，当为中华哀。华南雪灾，山东车祸，四川地震，赤县喧嚣该清醒了。圣火应该停一停，国旗也该降一降，就为黎民百姓降一次吧，他们不是伟人，只是遗骸，遗骸千万，只是无言。”，《南方都市报》评论版因刊登这篇文章，相关编辑被暂停工作，“个论”版面也被暂停。

### “贫富差距始于改革开放，贫富差距比民国大”
2007年8月30日，华东师范大学历史学系教授杨奎松在《南方周末》发表《贫富差距始于改革开放?关于建国后干部收入问答》一文。其中说，“贫富差距拉大、收入分配不公、官员贪污腐败盛行‘说到底’是多半早在建国之初就已经确立的制度问题造成的”。”资本主义国家政府官员高低之间的收入差距，多半远小于新中国官员的收入差距。"有学者反对该文章，称没有提到相比民国和苏联大幅提升的劳动人民工资，公务员与工人之间的收入差距大幅缩小、把清洁工当作党内干部计算最低收入等。

### “毛泽东1.3121亿元稿费”事件
2007年12月12日，《南方都市报》以“毛泽东巨额稿费”组织了一个专题，先后刊登了徐友渔著《毛泽东稿费再思考》，写道：“如果‘文革’中稿费制度被完全废除，毛泽东收领稿费是全国唯一的例外，那么这个合法性是有问题的”。葛剑雄著《“毛泽东的稿酬”要区别对待》写道：“从60年代以来开始的版权税已经完全取消了，但对毛泽东的书或许是全国唯一的例外，依然实行版权税制”、“剩下的一亿稿费应该捐出建设文革纪念馆”。其中更是记载毛泽东获取的总稿费高达1.3121亿元人民币。中国共产党新闻网引述毛泽东的生活管理员“管家”吴连登说，根据专职负责毛主席和中共中央的特别财务清查办公室“中办特会室”的计算，在文革中，毛泽东再版的所有著作，没有接受过任何的稿费。到毛泽东1976年9月9日逝世为止，稿费共计为124万元人民币。毛泽东逝世以后，毛泽东的稿费还是放在中办特会室。到1983年底，全部稿费共计为157万多元。原因是存款利息上调，稿费比原来多出了33万。大概在八十年代，就全部上交国库了。。新华网认为，“吴连登有理有据的言论，既澄清了所谓“毛泽东亿元稿费”的真相，也给了某些刻意给毛泽东抹黑的人以有力的回击......在确凿的证据面前，在熟知毛泽东生前生活起居的人们面前，这些人的图谋再度破灭了。”。

### 缝肛门事件
2010年7月，《南方都市报》记者柴会群与肖友若报道深圳一名产妇进入深圳凤凰医院生产，因为未给助产士足够的红包遭到报复，肛门竟然被助产士缝上。消息传出，舆论哗然。但是中國中央電視台《新闻调查》记者王志安的回访调查后，认为媒体存在不实报道：“在事情并未调查清楚，甚至根本就没有对事件展开调查的情况下，就采用了诸如‘产妇肛门被缝’、‘助产士索要红包’这样的标题。”误导读者，仅仅采用一面之词；专业领域不懂装懂；为求轰动，制造标题党；自始至终都未能采访到当事产妇，消息来源存在重大瑕疵。给当事双方造成了极大的痛苦，互相起诉对方。当事医院被迫暂停营业。柴会群更被中国记协查处为虚假、失实报道，于2015年1月29日通报。柴会群后以“侵害名誉权”起诉中国医师协会与驳斥他的央视记者王志安，终审判决败诉。终审法院法官认为，柴会群在对涉案之“缝肛门事件”和“走廊医生事件”进行相关报道时，报道内容确有与事实不符地方。

### 执行总编九一八事件不当发言
2011年9月18日，《南方都市报》下属《南都周刊》执行总编许庆亮（网名西门不暗）在新浪微博上用九一八事件调侃全国女性“对于老公男友的求欢，一概拒绝，坚决抗日”，引起部分网民的不满。19日，《南方都市报》头版刊出了纪念918事变80周年的文字。最初，许庆亮在微博上称批评他的网友来自中宣部。翌日许庆亮在微博上为其言论向中国女性道歉，并称“爱国青年哪凉快哪呆着去”，在网络上激起更大地质疑声后，许庆亮再次道歉。

### 报道联防队员入室强奸
2011年11月8日，《南方都市报》刊发了一条题为《妻子遭联防队员毒打强奸丈夫躲隔壁“忍辱”一小时》的报道。报道中提到的三名当事人：杨武（化名）、王娟（化名）、杨喜利。其后凤凰网的调查指该报道疑点重重。
据称，杨喜利已向起诉《南方都市报》索赔100万元人民币。起诉书指“广东某报业传媒集团旗下媒体的该篇报道，与现场监控视频、宝安警方的警情通报内容不符，存在多处严重失实之处，大幅内容被加工、改编、虚构、伪造。该新闻的发布，在社会上造成极其恶劣的影响，对原告及其家人造成不可挽回的负面社会影响。”。

### 不满央视曝光东莞色情业
央视2014年2月9日在新闻节目中播出调查报道，揭示广东省东莞市的卖淫活动猖獗。节目播出后，中国大陸公安部督导警力展开打击，但广东媒体对央视的报道公开表达不满，其中就包括《南方都市报》“南都评论”的官方微博。

### 报道失实消息
2015年9月28日，中国大陸国家新闻出版广电总局通报了媒体刊登虚假失实报道的查办情况，其中与《南方都市报》有关的有两起，分别是2014年12月由原记者王星编写的《河南平顶山女官员3个月前自杀 官方至今未通报》和2015年1月13日在该报所办南都网、新闻客户端及法人微博发表的《裸女跳河，救人者遭冷遇》。事发后，王星被报社劝退，并依法将其列入新闻采编不良从业行为记录，且5年内禁止从事新闻采编工作；而后者则遭到警告、罚款等行政处罚，并责令《南方都市报》社将相关采编人员调离采编岗位。

## 职员犯罪
2016年7月13日，检方以涉嫌强奸罪批准逮捕南方日报记者成希。先前网络流传一大学生在6月27日遭到了自己的实习老师、南方日报记者成某的“诱奸”，事后微信转账她2000元人民币。广州市公安局于6月28日通报：（6月）27日19时许，一名女事主向天河警方报警，称被一名男子强奸。女事主张某（21岁，某大学大三学生）反映当天下午16时许，其被以前实习时认识的男子成某（29岁）带至寺右二马路某酒店房间内实施强奸。

## 外部連結
- 官方网站：奧一網、南方都市報數字報
- 匆匆那年──我與《南方都市報》（页面存档备份，存于），2014年12月17日譚軍波博客